# Nuri Şahin
Nuri Şahin, född 5 september 1988 i Lüdenscheid, Tyskland, är en tyskfödd turkisk före detta fotbollsspelare (mittfältare) och tränare för Borussia Dortmund.

## Klubbkarriär
Den 9 maj 2011 värvades Şahin av den spanska storklubben Real Madrid och skrev ett kontrakt på sex år. Säsongen 2012/2013 var Şahin utlånad till Liverpool.
Efter att ha tillbringat säsongen 2013/2014 på lån i Borussia Dortmund, spelade Şahin där tills 2018.
Den 31 augusti 2018 värvades Şahin av Werder Bremen.
I augusti 2020 värvades Şahin av turkiska Antalyaspor.

## Tränarkarriär

### Antalyaspor
I oktober 2021 övergick Şahin från att vara spelare i Antalyaspor till att vara dess huvudtränare. I december 2023 lämnade han klubben.

### Borussia Dortmund
Samma dag som Şahin lämnade Antalyaspor, anlitades han som assisterande tränare i Borussia Dortmund. Den 14 juni 2024 tillkännagavs att han, på ett treårskontrakt, tar över som huvudtränare i klubben från och med säsongen 2024/2025.

## Meriter

### Klubblag
Feyenoord
- KNVB Cup: 2007/2008

Borussia Dortmund
- Bundesliga: 2010/2011
- DFB-Pokal: 2016/2017
- DFL-Supercup: 2013, 2014

Real Madrid
- La Liga: 2011/2012

### Landslag
Turkiet
- U17-EM: 2005